# Icterus pyrrhopterus
El turpial variable, o tordo cobijas canela (Icterus pyrrhopterus), también conocido en Argentina como boyerito, boyerito alférez o calandria negra, es una especie de ave paseriforme de la familia Icteridae. Es nativo de América del Sur.

## Distribución y hábitat
Se distribuye ampliamente en Argentina, Bolivia, Brasil, Paraguay y Uruguay. Además, cuenta con un registro en Chile. Las preferencias de hábitat de I. pyrrhopterus incluyen bordes de los bosques y tierras arboladas (incluso en bosques secos), claros, sabanas, plantaciones, parques y jardines de las ciudades, hasta los 1.700 m de altitud.

## Descripción
Mide 19 cm de longitud. El plumaje es negro intenso azulado, con una mancha amarilla a castaña rufa en el hombro. El cuerpo es esbelto y la cola larga. Las patas son de color marrón oscuro.

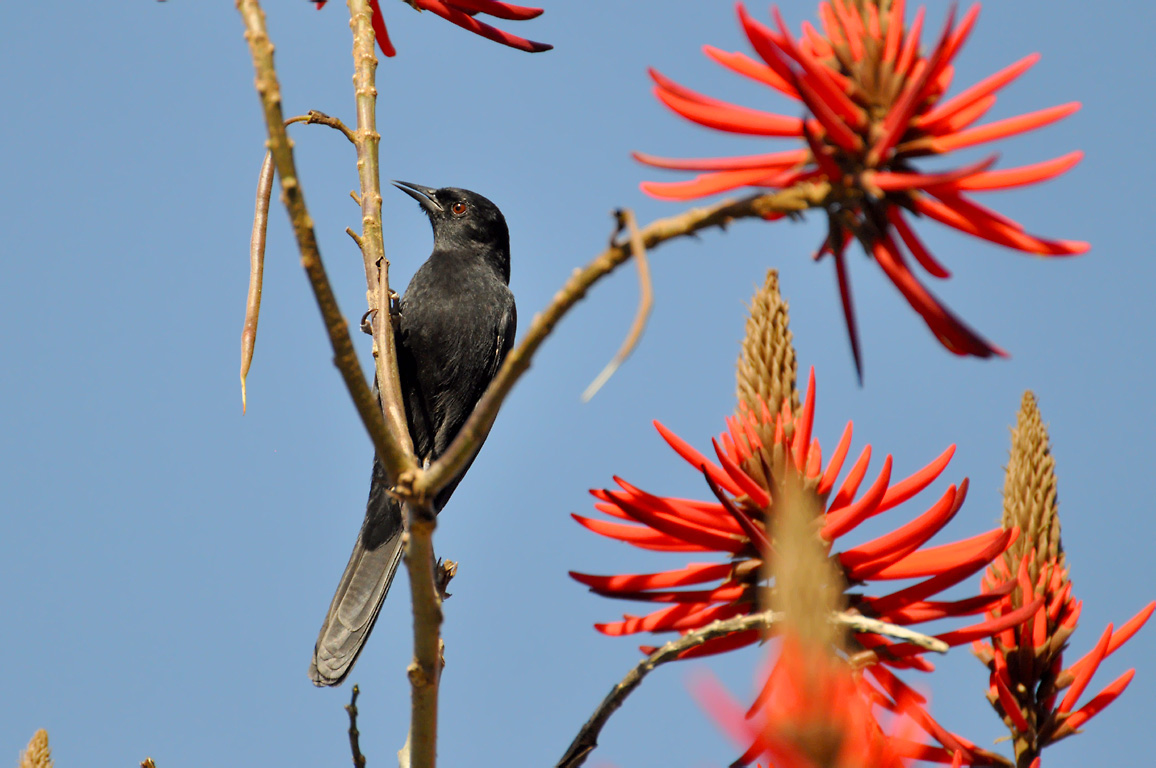
Icterus cayanensis.

## Alimentación
Se alimenta en las copas de los árboles o en el borde del bosque de invertebrados, frutos, flores y néctar.

## Reproducción
Construye un nido en forma de bolsa. La hembra pone tres huevos.

## Taxonomía
El estudio genético ha permitido identificar a I. pyrrhopterus como una especie diferente de I. cayanensis. De acuerdo con los análisis moleculares, forman parte de I. pyrrhopterus cuatro subespecies:
- I. p. periporphyrus (Bonaparte, 1850)
- I. p. pyrrhopterus (Vieillot, 1819)
- I. p. tibialis Swainson, 1838
- I. p. valenciobuenoi H. Ihering, 1902